# Youkaguir du nord
Le youkaguir du Nord (également appelé wadoul, youkaguir de la toundra ou youkaguir de la vadoul (autonyme : Вадул аруу ou Ԝадул аруу Wadul aruu) est une des deux langues youkaguiriques encore vivantes actuellement (avec le youkaguir du Sud).
Selon la base de données linguistique ELP, l'omok était une variété ou un dialecte du youkaguir du Nord
. Cependant, d'autres le considèrent comme une langue distincte qui n'était pas mutuellement intelligible avec les autres langues youkaguiriques.

## Histoire
Le youkaguir du Nord se serait séparé des autres langues youkaguiriques il y a environ 2 000 ans. Bien que cette langue ait eu une étendue bien plus grande dans le bassin de la Léna, elle est désormais cantonnée à la région de la Basse-Kolyma (voir carte de l'infobox) à la suite de l'assimilation russe de la région. En 1993 elle aurait compté moins de 50 locuteurs natifs dans le monde, pour une population ethnique d'environ 700 individus
.

## Écriture
Un alphabet youkaguir du Nord est utilisé dans le dictionnaire youkaguir-russe de Kurilov publié en 2001). Un alphabet révisé, remplaçant в par ԝ, est notamment utilisé dans les manuels scolaires Ԝадун аруу publiés en 2022.
| а | б | ԝ (в) | г | ҕ | д  | дь | е | ё | ж  |
| з | и | й     | к | л | ль | м  | н | ҥ | нь |
| о | ө | п     | р | с | т  | у  | ф | х | ц  |
| ч | ш | щ     | ь | ы | ъ  | э  | ю | я |    |